# Bildunterschrift

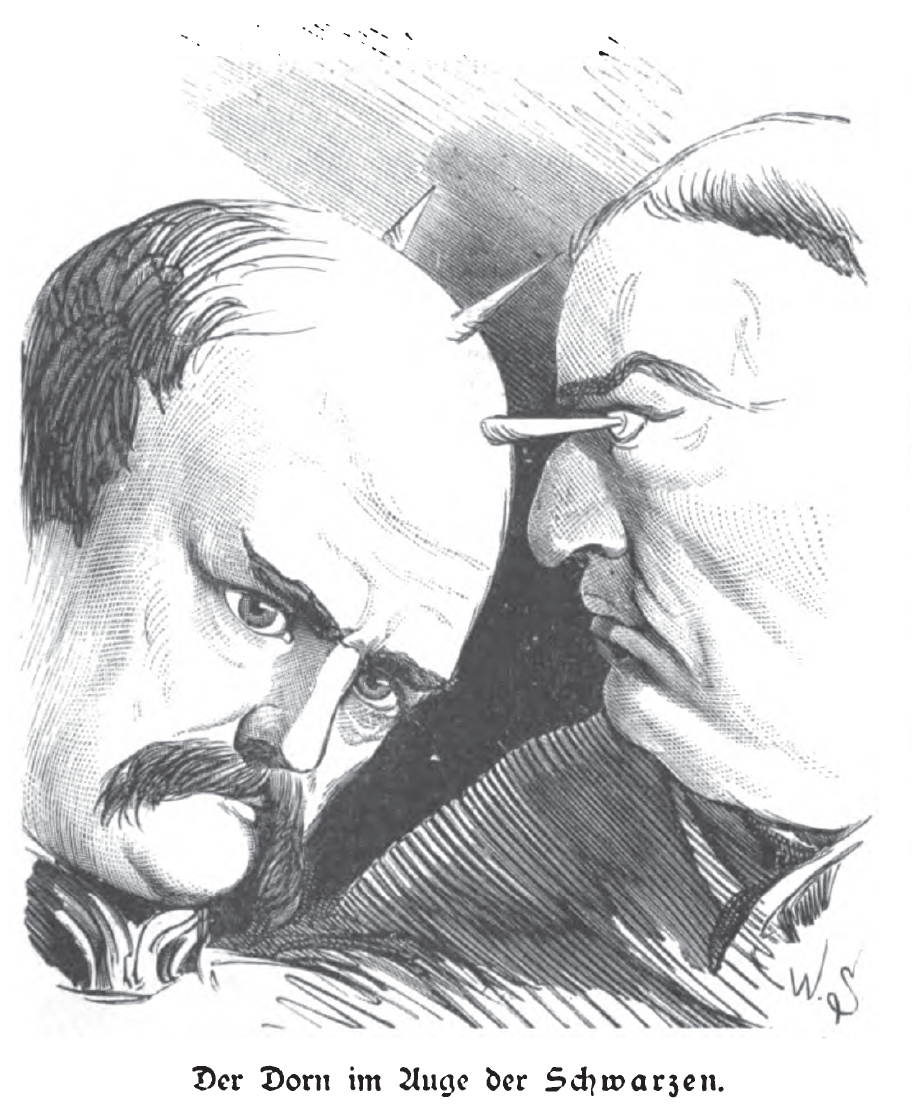
Bildunterschrift „Der Dorn im Auge der Schwarzen.“ unter Karikatur von Otto von Bismarck im Kladderadatsch (1872)

Eine Bildunterschrift (auch Bildlegende, Legende, Bildbeschriftung, Bilderläuterung, Bildtext, Bilduntertitel, engl. caption, lat. subscriptio) ist ein kurzer erklärender Text bei einem Bild, also einer (Presse-)Fotografie, Grafik oder Illustration. Die Bildunterschrift kann mit dem Bild- oder Werktitel identisch sein.

## Eigenschaften
Der Germanist Wolfgang Preisendanz unterscheidet zwischen einem denotativen und einem signifikativen Bildtext. In Geschichte und Theorie der Fotografie sowie in der Intermedialitätsforschung spielt das Verhältnis von Bild und Bildbeschriftung eine wichtige Rolle. Theoretiker wie Walter Benjamin, Roland Barthes und Susan Sontag haben die Bedeutung der Beschriftung für die Fotografie behandelt.

## Formen

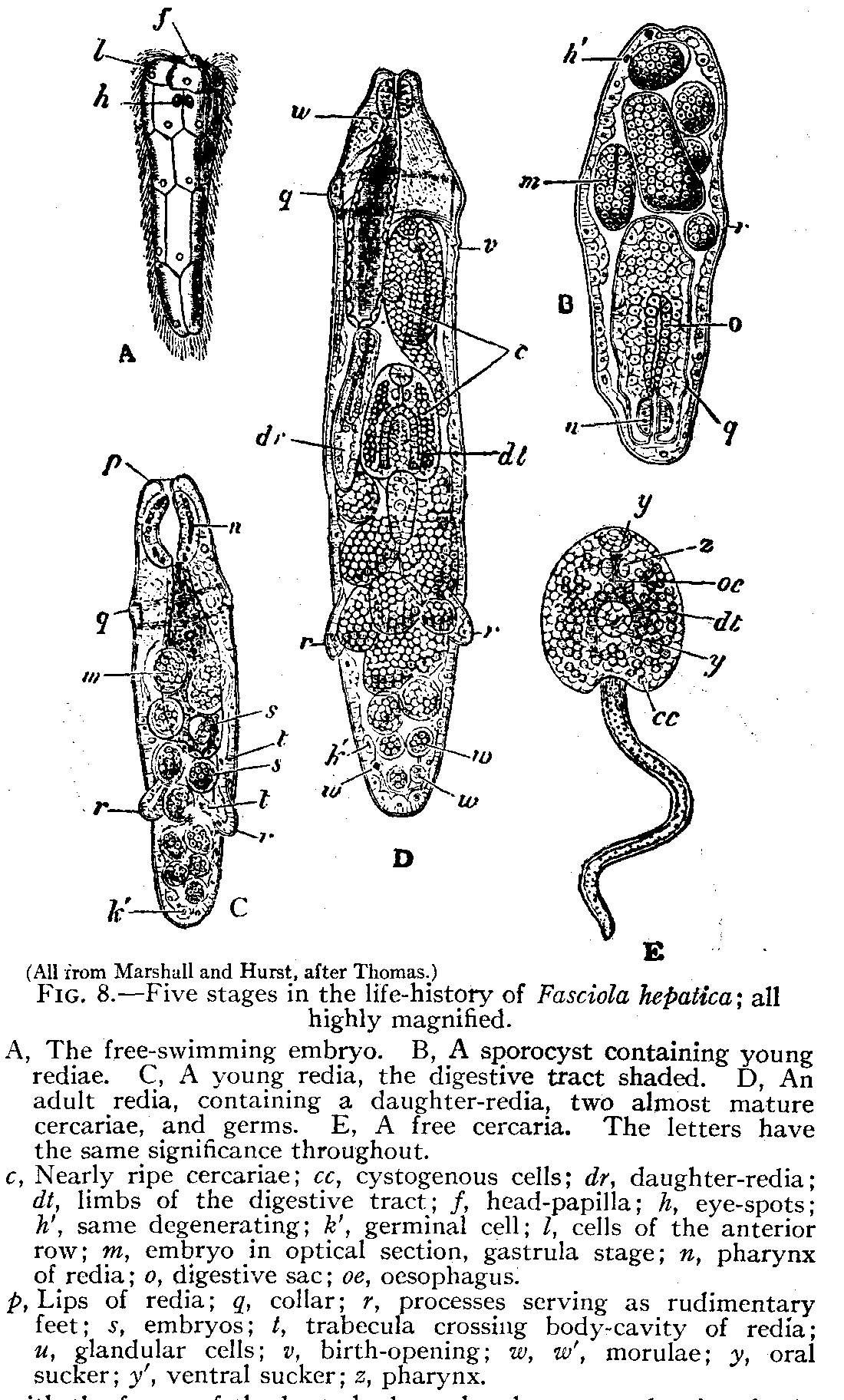
Bildlegende zur Illustration der Fasciola hepatica aus der Encyclopaedia Britannica (1911)

- Beim dreiteiligen Emblem aus Überschrift (inscriptio), Bild und Unterschrift (subscriptio) kann die Bildunterschrift ein Epigramm oder Sonett sein.[3]
- Im Journalismus zählt die Bildunterschrift neben Überschrift und Vorspann oder Teaser zu den Kurztexten, die die Aufmerksamkeit der Leser zuerst erhalten. Am Ende dieser Texte stand früher häufig ein Punkt, heute nicht mehr.[4] Zur Nennung von auf einem Foto abgebildeten Personen wird die Abkürzung v. l. n. r. (von links nach rechts) verwendet. Neben der Bildunterschrift findet sich typografisch abgesetzt ein Bildnachweis. Klaffen Bild und Unterschrift auseinander, spricht man von einer Text-Bild-Schere.
- In Buchgestaltung und -illustration kann eine Abbildung, die eine ganze Doppelseite füllt, mit einer Bildunterschrift auf der darauffolgenden Seite erläutert werden. Bildunterschriften können in Listenform (ähnlich einer Kartenlegende) unter einer Abbildung zusammengefasst werden, damit die Seite nicht überfrachtet wirkt; sie können auch auf der Abbildung selbst platziert werden.[5]
- In wissenschaftlichen Publikationen ist die Bildunterschrift als Titel der Abbildung in der Regel kurz gefasst. Zusammen mit der Abbildung versetzt sie den Leser in die Lage, Aussage und Bedeutung der Abbildung auch unabhängig vom Text zu verstehen. Zur kurzen Bildunterschrift kommen häufig Bilderläuterungen (Legenden im engeren Sinn). Sie erläutern inhaltliche und technische Details der Abbildung.[6]
- In der technischen Dokumentation sind Regeln zur Formatierung von Bildunterschriften festgelegt, die im Abbildungsverzeichnis mit nummerierten Abbildungen angegeben werden.[7][8]
- In sozialen Medien, insbesondere bei Instagram enthalten Bildunterschriften (captions) häufig Hashtags. Sie haben einen Einfluss auf die Reichweite von Bildern[9] und werden in Ratgebern für Online-Journalismus[10] und Social Media Marketing[11] behandelt.